# Черлтон, Джон, 3-й барон Черлтон
Джон Черлтон, 3-й барон Черлтон (англ. John Charleton, 3st Baron Cherleton; приблизительно 1334 — 13 июля 1374) — английский аристократ, лорд Валлийской марки.

## Биография
Семейство Черлтонов принадлежало к рыцарству Шропшира. Отец и дед Джона, носившие то же имя, владели обширными землями в Поуисе в Южном Уэльсе и носили титул баронов Черлтон. Джон-младший в 1360 году унаследовал земли и титул отца, и с 1362 года до самой смерти его вызывали в парламент как 3-го барона. Он был женат на Джоан Стаффорд, дочери Ральфа Стаффорда, 1-го графа Стаффорда, и Маргарет де Одли, баронессы Одли. В этом браке родились двое сыновей, Джон и Эдуард, ставшие 4-м и 5-м баронами Черлтон соответственно.